# Paraspadella gotoi
Espèce
Paraspadella gotoi est une espèce de chaetognathes de la famille des Spadellidae. 

## Description
Paraspadella gotoi possède huit à dix crochets, quatre à six dents antérieures et aucune dent postérieure. La longueur maximale d'un adulte est de 5,9 mm dont la moitié pour la queue. Le corps est ferme et musclé avec une musculature transversale sur le tronc. La tête est large avec des crochets non dentelés. Les yeux sont grands avec une tache pigmentaire en forme d'étoile. Il possède une paire de nageoires latérales entièrement rayonnées, arrondies et courtes sur le tronc et la queue mais ne possède pas de pont de nageoire. La collerette est longue et présence de diverticules intestinaux. Les vésicule séminales sont en forme de croissant et touchent les nageoires postérieures et la nageoire caudale. Les ovaires sont longs et atteignent la région du cou avec des ovules assez gros. Présence de papilles adhésives ainsi que des appendices adhésifs de forme irrégulière et absence de glandes apicales.

## Répartition géographique
Il a été trouvé dans les eaux côtières à Reihoku et Amakusa, au Sud du Japon .

## Étymologie
Son nom spécifique, gotoi, lui a été donné en l'honneur de Taichiro Goto (d) de l'université de Mie qui a fourni les spécimens ayant servi à la description de l'espèce.

## Publication originale
- (en) Jean-Paul Casanova, « A New Species of Paraspadella (Chaetognatha) from the Coastal Waters of Japan », Proceedings of the Biological Society of Washington, Washington, Biological Society of Washington (d), vol. 103,‎ 1990, p. 907-912 (ISSN 0006-324X et 1943-6327, OCLC 1536434, lire en ligne).